# Grégory Blondin
Pour les articles homonymes, voir Blondin.
Grégory Blondin, né le 22 mai 1991, est un coureur cycliste français, d'ascendance guadeloupéenne. Il est membre de l'équipe Excelsior.

## Biographie
En 2012, Grégory Blondin prend la deuxième place du Tour de La Réunion. Engagé sur le Tour de Guadeloupe, il se classe 5e, 7e et 9e d'étapes, et seizième du classement général. Durant l'été 2013, il s'impose sur la sixième étape du Tour de Martinique et termine douzième du Tour de Guadeloupe, après être rentré dans le top 10 de cinq étapes.
Au printemps 2014, le coureur guadeloupéen porte durant un mois les couleurs du Martigues SC-Vivelo, en métropole. De retour en Guadeloupe, il prend une nouvelle fois le départ du Tour de Guadeloupe, où il se classe notamment quatrième d'une difficile étape aux Vieux-Habitants.
En 2015, il remporte deux courses en Guadeloupe : le Grand Prix Guy Facorat et une étape des Six Jours du Crédit agricole. Auteur de nombreuses places d'honneur, il est notamment deuxième du championnat de Guadeloupe, derrière Ludovic Turpin. À l'automne 2016, il est sacré champion de la Caraïbe à Baie-Mahault, devant son coéquipier Stéphane Larochelle.
En août 2018, il termine seizième du Tour cycliste de Guadeloupe remporté par Boris Carène.

## Palmarès
- 2012
  - 2e du Tour de La Réunion
- 2013
  - 6e étape du Tour de Martinique
- 2016
  -  Champion des Caraïbes sur route